# 斑石鲷
斑石鲷（学名：Oplegnathus punctatus，亦有一稱作「花金鼓」）为輻鰭魚綱鱸形目鱸亞目石鲷科石鲷属的鱼类。分布于太平洋區，包括朝鲜、日本、台湾岛以及中国南海、东海、黄海等海域，另夏威夷群島也有紀錄，属于热带鱼类，深度3-135公尺。本魚體側扁而高，被小櫛鱗，口小不能伸縮，上下頷齒癒合成鸚鵡嘴狀。幼魚時有黑底淡褐色的網紋，老成魚則變為緊密的鐵青色，且口唇白色，尾鰭截形，背鰭硬棘12枚；背鰭軟條15枚；臀鰭硬棘3枚；臀鰭軟條13枚。该物种的模式产地在日本长崎。喜食蠕虫，栖息于水草及岩石间。最大体长可达86公分。可作為食用魚及遊釣魚。